# NGC 3906
NGC 3906 é uma galáxia espiral barrada (SBcd) localizada na direcção da constelação de Ursa Major. Possui uma declinação de +48° 25' 32" e uma ascensão recta de 11 horas, 49 minutos e 40,2 segundos.
A galáxia NGC 3906 foi descoberta em 9 de Março de 1788 por William Herschel.